# Trichodes alvearius
Trichodes alvearius là một loài bọ cánh cứng trong họ Cleridae. Loài này được Fabricius miêu tả khoa học năm 1792.

## Hình ảnh

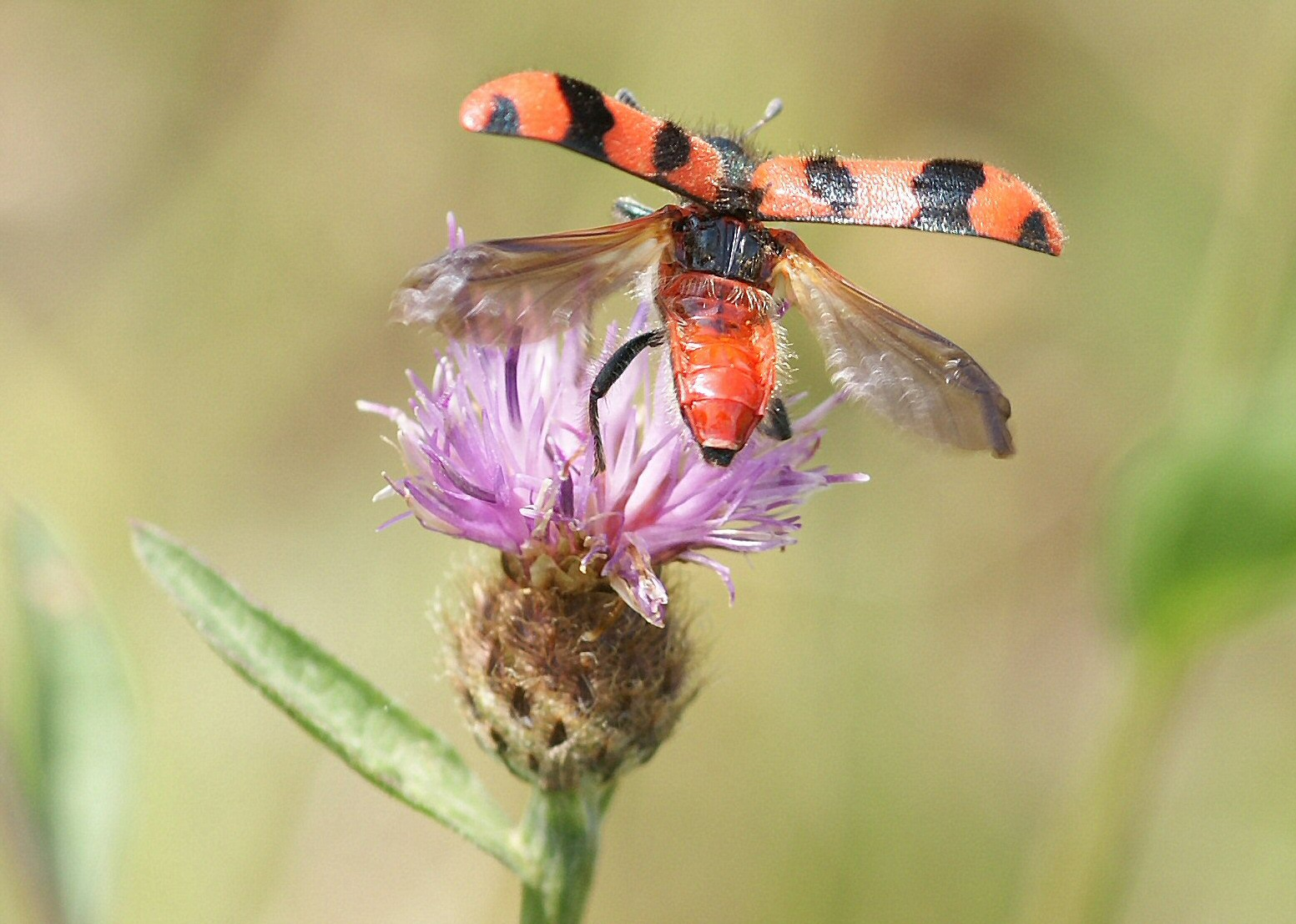
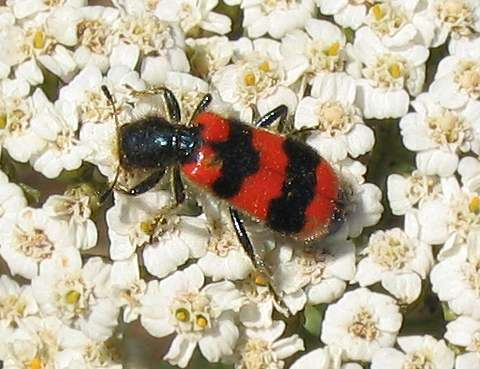
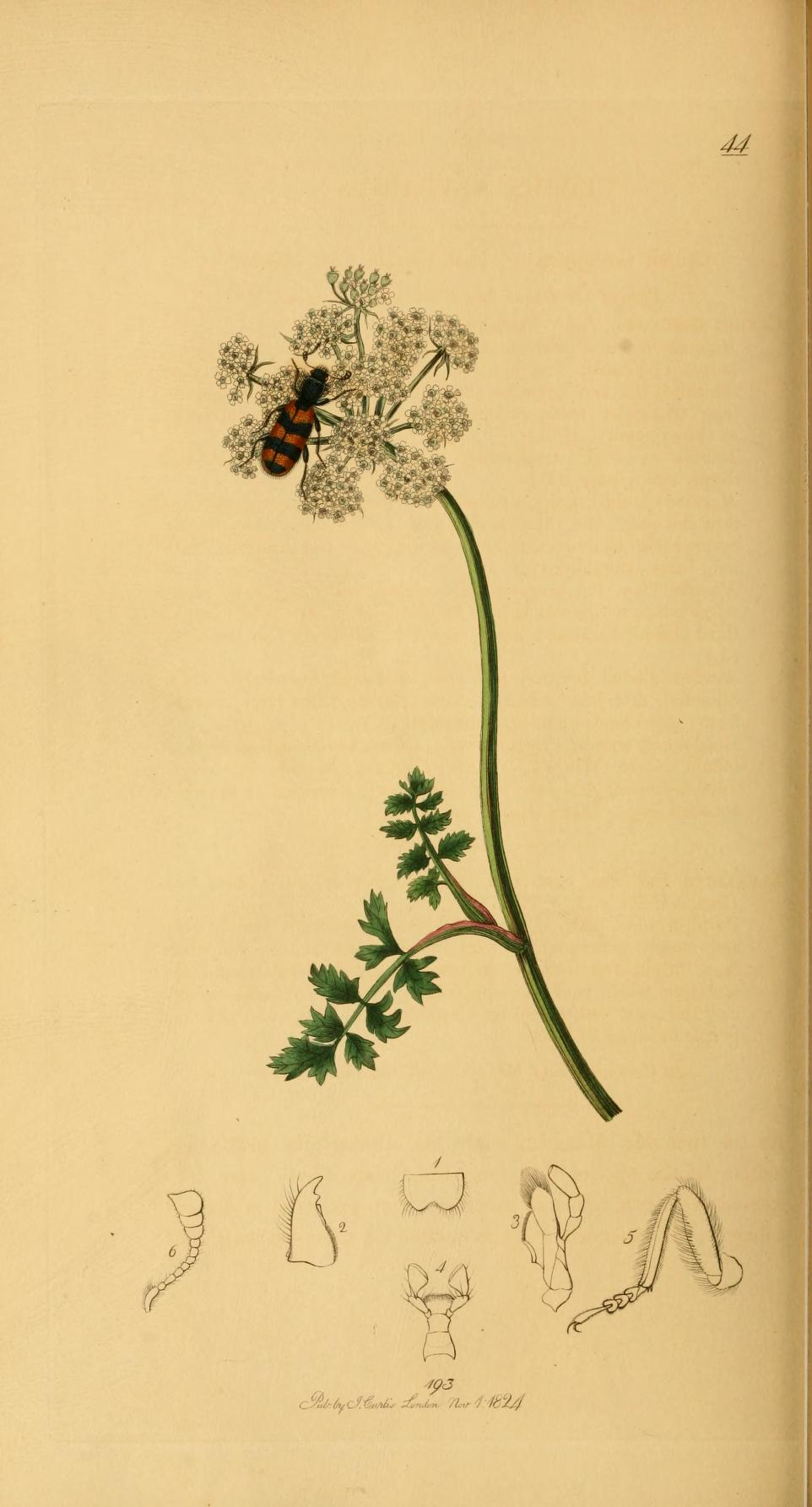
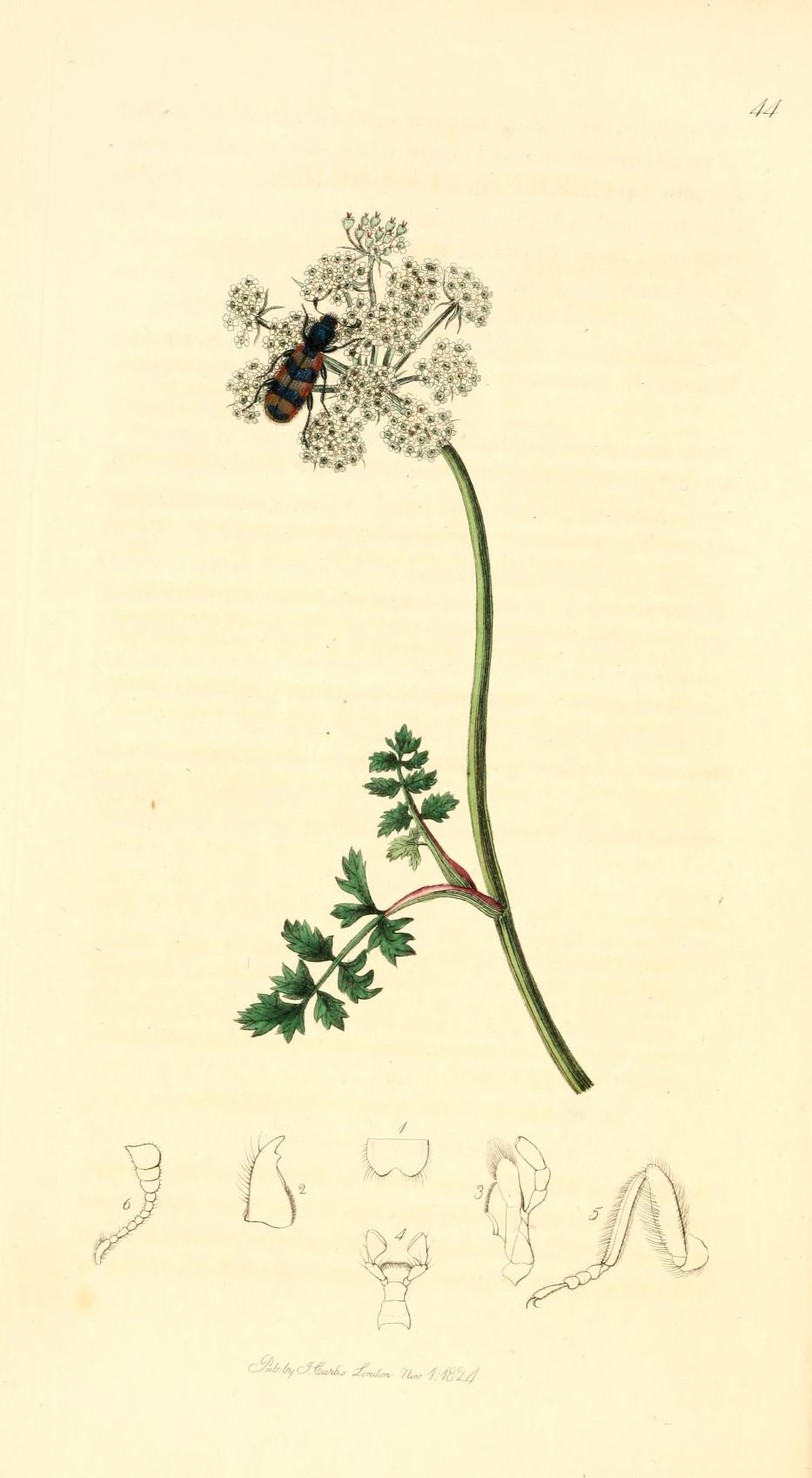
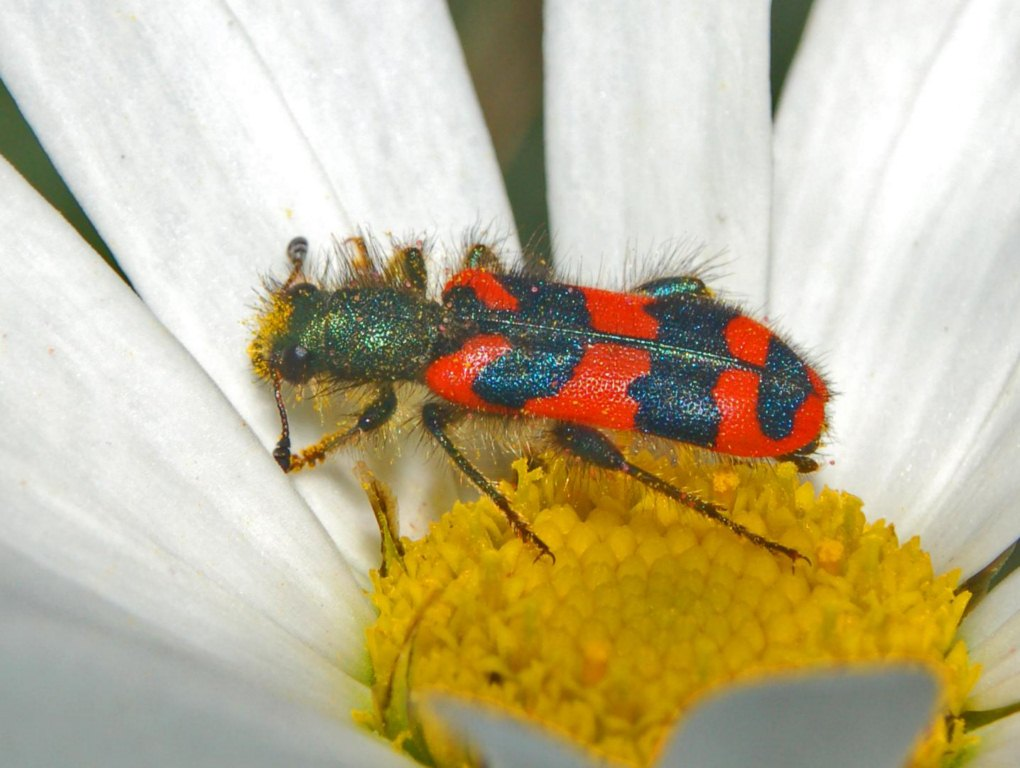